# ObjectARX
ObjectARX (AutoCAD Runtime Extension) es una API para personalizar y extender AutoCAD. Proporciona acceso a una clase base que modela los dibujos e interacciones con el usuario de AutoCad. Existen dos versiones de la API; una para C++ en compilación nativa, y la otra es para la plataforma .NET, aunque los objetos de AutoCad no son recogidos por el recolector de basura.
ObjectARX es un conjunto de clases y funciones utilizadas para extender los productos de Autodesk para que se pueda personalizar la aplicación CAD de Autodesk. IntelliCAD también ha introducido una variante de ObjectARX que actualmente está siendo probada.
Hay aplicaciones que pueden ser usadas para personalizarlas en función de tus necesidades y realizar gran cantidad de operaciones, complicadas y repetitivas, en mucho menos tiempo.